# 文化外国語専門学校

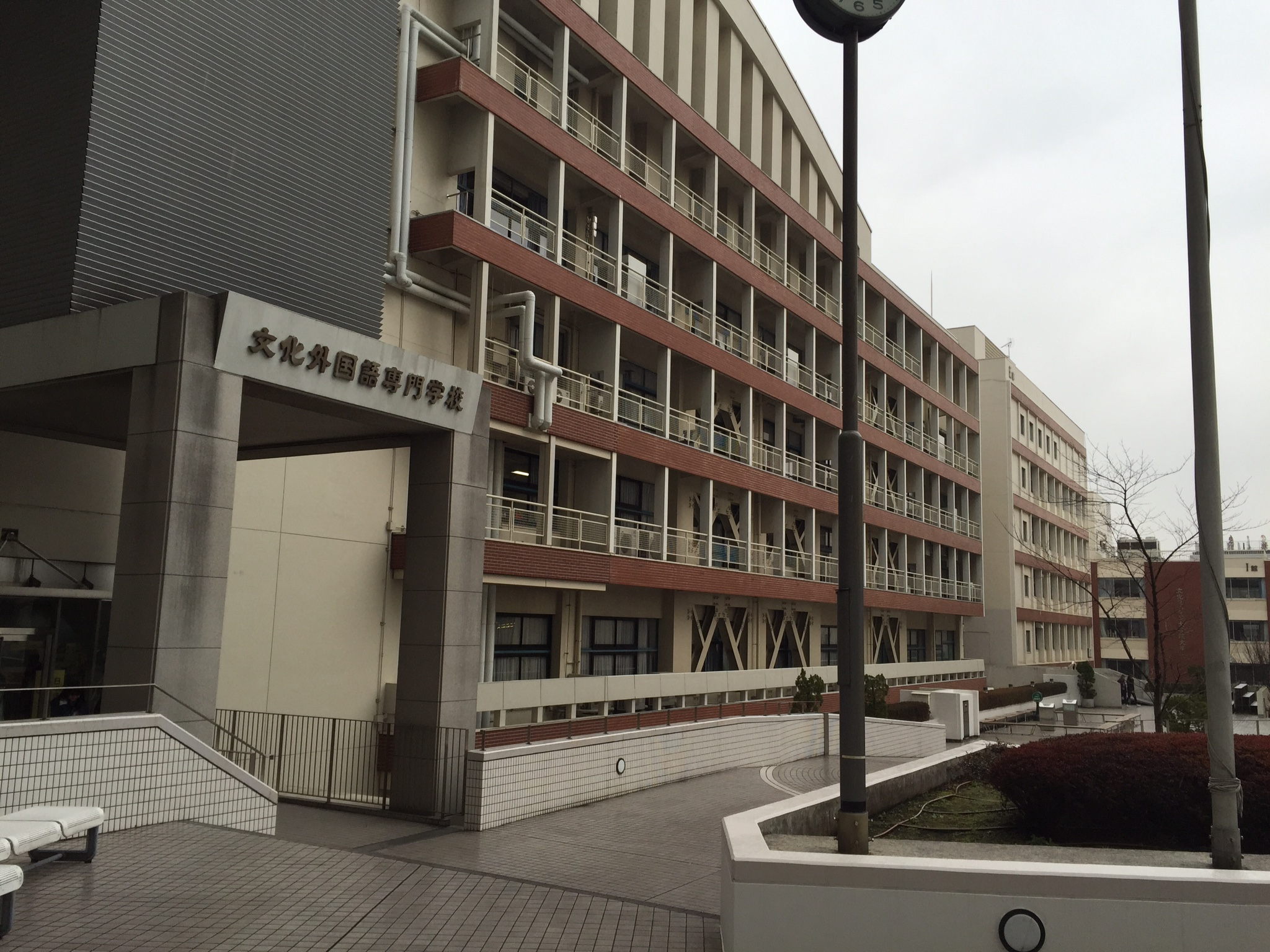

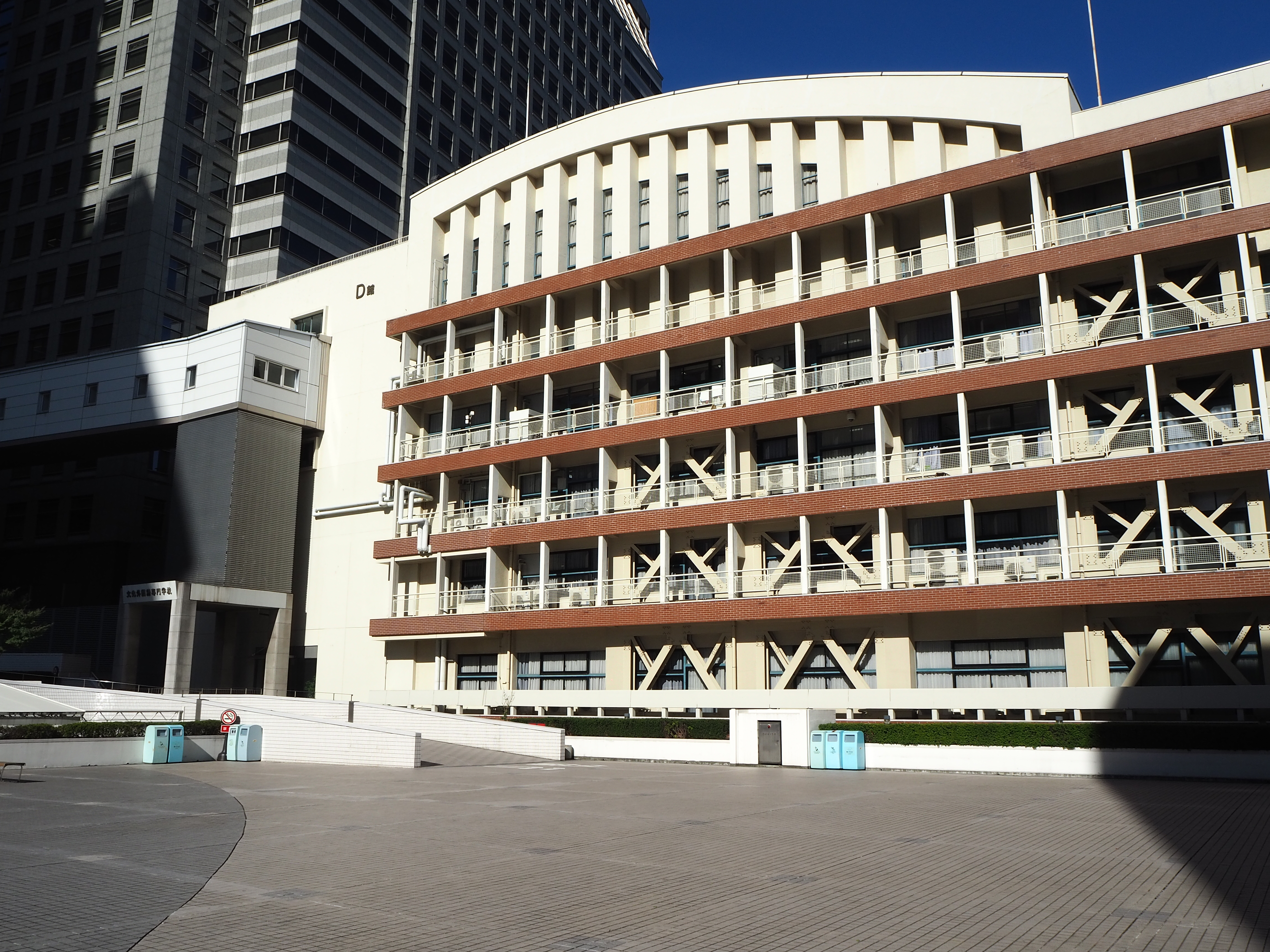

文化外国語専門学校（ぶんかがいこくごせんもんがっこう、英語: BUNKA INSTITUTE OF LANGUAGE、略称はB.I.L.）は、東京都渋谷区代々木3-22-1にある学校法人文化学園が運営する専門学校である。1980年に設立された。同じ敷地内には文化学園大学、文化ファッション大学院大学、文化服装学院がある。

## 沿革
- 1919年　「並木婦人子供服裁縫店」「婦人子供服裁縫教授所」開設
- 1922年　「文化裁縫学院」開設
- 1964年　「文化女子大学」開学。「文化女子短期大学」は「短期大学部」となる
- 1973年　法人名を「学校法人文化学園」に改称
- 1980年　「文化外国語専門学校」開校。東京都より日本語教育の専門教育機関として認可される
- 2006年　「文化ファッション大学院大学」開学
- 2017年　日本語教師養成科が「日本語教員の要件として適当と認められる日本語教育に関する研修」として文化庁が認定[2]

## 設置学科
- 日本語科（1年・1年6か月）[3]
- 日本語教師養成科（1年）
- 日本語通訳ビジネス科（2年）

## 特色
『文化日本語』シリーズをはじめ教材開発を行っている。